# Gašpar Petar Vinjalić
Gašpar Petar Vinjalić (Zadar, 3. listopada 1707. − Visovac, 16. svibnja 1781.), hrvatski katolički svećenik i visoki crkveni dužnosnik iz reda franjevaca, hrvatski povjesničar Franjevac Provincije Presvetog Otkupitelja.

## Životopis
Rodio se je u Zadru. Franjevački je redovnik od 1735. godine. Nakon završetka studija teologije djelovao je kao župnik i učitelj franjevačke redovničke mladeži u Šibeniku i Kninu, župnik u selu Gradcu u istočnom dijelu Petrova polja, predstojnik franjevačkoga samostana u Šibeniku i definitor toga reda. Proučavao povijest i arheologiju Dalmacije. Autor trosveščanoga djela Povijesno-kronološki pregled najvažnijih događanja o Ilirima i Slavenima u Dalmaciji, Hrvatskoj i Bosni (Compendio istorico e cronologico delle cose più memorabili accorse agli Iliri e Slavi in Dalmazia, Croazia e Bosna), u kojem je obuhvatio razdoblje od najstarijih vremena do 1769., a pri njegovu pisanju ponajviše se služio Farlatijevim djelom Illyricum sacrum. Rukopis je 1773. predao na uvid državnomu revizoru hrvatskih knjiga u Mletcima Gian Antoniju Bommanu, koji je pod svojim imenom i s preinakama tiskao u Mletcima 1775. prva dva sveska pod naslovom Svjetovna i crkvena povijest Dalmacije, Hrvatske i Bosne (Storia civile ed ecclesiastica della Dalmazia, Croazia e Bosna). Prvi svezak toga djela obuhvaća razdoblje do 773., drugi od 773. do 1520., dok je treći svezak (koji je prema Vinjalićevu prvotnomu predlošku trebao zahvaćati doba do 1769.) tiskan tek 2010. godine (Književni krug, Split). Izvornik trećega dijela knjige pohranjen je u samostanu na Visovcu, a njegov prijepis (načinio ga je Š. Urlić) čuva se u Arhivu HAZU u Zagrebu.
U rukopisu ostavio hrvatsku gramatiku.